# Censure dans les Pays-Bas autrichiens sous Charles VI
 (novembre 2018).
 (juin 2022).
Si vous disposez d'ouvrages ou d'articles de référence ou si vous connaissez des sites web de qualité traitant du thème abordé ici, merci de compléter l'article en donnant les références utiles à sa vérifiabilité et en les liant à la section « Notes et références ».
La censure sous Charles VI (1714-1740) dans les Pays-Bas autrichiens, concerne en particulier l'ordonnance du 25 juin 1729.

## Situation politique, économique et religieuse
Souverain des Pays-Bas autrichiens à la suite de la signature du traité de la Barrière en novembre 1715, l’empereur Charles VI commence son règne dans un climat tendu. Les combats qui ont ravagé les territoires pendant quinze ans ont considérablement affaibli l’économie dont la situation est encore aggravée par la fermeture de l’Escaut et les exigences du traité de la Barrière. Condition imposée par les puissances maritimes à la souveraineté autrichienne sur les Pays-Bas du Sud, ce traité obligeait les provinces à entretenir des soldats étrangers sur leurs territoires, à payer un tribut élevé et à céder certains territoires limitrophes aux Provinces-Unies.
Il n’est pas étonnant qu’un tel traité ne fût pas bien accueilli par la population et que la popularité de Charles VI, considéré comme responsable, ne soit pas des meilleures. Cette situation de marasme économique ajoutée à l’« affront » du traité de la Barrière déclencha des troubles dans le pays en 1717 et il fallut un an à l’administration autrichienne, dirigée par le marquis de Prié, pour en venir à bout. Une fois le calme rétabli, l’empereur s’attacha à l’assainissement de l’économie grâce à des ventes de charges, des taxes et surtout la compagnie d'Ostende, créée en 1722, et qui fit son dernier voyage en 1732 à la suite de l'intervention des puissances maritimes qui ne la voyaient pas d’un bon œil. Si la situation s’était considérablement améliorée, elle restait néanmoins critique en 1729, comme le montrait l’« état prévisionnel » daté de 1733. Le climat était encore propice à la revendication.
Quant au climat religieux, il était on ne peut plus orageux en ces années 1720. Laissée jusque-là en suspens, la question du jansénisme revint avec force lorsque les troubles politiques furent calmés. Alors que le gouverneur Eugène de Savoie et le marquis de Prié avait jusque-là agi avec modération, l’archiduchesse Marie-Élisabeth d'Autriche entreprit une répression beaucoup plus violente dans laquelle l’influence des jésuites n’était pas anodine, désobéissant ainsi à l’empereur qui prônait la modération, de crainte de nouvelles révoltes. Les poursuites contre les protestants étaient en vigueur, malgré leur marginalité dans les Pays-Bas du Sud. Malgré la volonté de l’empereur de s’émanciper du pouvoir ecclésiastique, l’Église fut très présente et puissante pendant son règne, entre autres grâce à la dévotion de Marie-Élisabeth.

## Les institutions: organisation de la censure
Les ordonnances émanant des institutions et leur application étant surveillée par elles, il est important de retracer le cadre institutionnel, du moins dans ses grandes lignes, entourant l’ordonnance.
Au sommet de la hiérarchie on retrouve évidemment l’empereur, Charles VI à l’époque. Plutôt faible dans nos principautés, il n’en a pas moins introduit lentement l’administration autrichienne, plus efficace et plus présente que celle des Espagnols du XVIIe siècle. Le but était de créer un gouvernement centralisé absolutiste en rapport direct avec Vienne. Pour cela, le rôle du gouverneur général fut renforcé.
De fait, au XVIIIe siècle, les gouverneurs généraux furent plus présents dans nos principautés qu’au siècle précédent. Le premier fut Eugène de Savoie mais celle qui nous intéresse ici est Marie-Élisabeth, sœur de Charles VI, gouvernante générale depuis 1726. Elle bénéficia d’une large délégation de pouvoirs, sa seule obligation étant de prendre l’avis de Vienne, ce qui ne l’empêchait pas d’agir ensuite à sa guise. Pour limiter son autonomie l’empereur chargea le grand maître de la cour, dirigeant effectif de l’administration, de défendre ses intérêts et ceux de la monarchie, mais la gouvernante parvint à en faire un homme de confiance tout dévoué à ses intérêts. Marie-Élisabeth était une femme fort portée sur la religion et son entourage était majoritairement composé de jésuites. Leur influence sur son gouvernement fut importante, notamment en matière de censure, comme nous le verrons plus loin.
Les différents conseils ont une place importante dans le processus de censure. Le Conseil privé, rétabli en 1725, est un organe consultatif, s’il ne prend aucune décision lui-même, aucune n’est prise sans son avis. Il jouera tout au long du XVIIIe siècle le rôle de gardien des prérogatives civiles par rapport au pouvoir ecclésiastique. C’est lui qui surveille le bon fonctionnement des différents organes de la censure. Un autre conseil est celui des Finances, mais son pouvoir en matière de censure était très limité, sa zone d’action se limitait à des cas particuliers, de détail. Enfin les Conseils de Justice provinciaux ont eu une action considérable en matière de censure. Leur action visait à soutenir le pouvoir laïc de l’empereur mais aussi à défendre les privilèges nationaux contre le pouvoir central. Ils étaient le relais des ordres impériaux, chargés de les faire appliquer. Outre cette fonction de relais, ils promulguaient aussi nombre de décrets et d’édits de leur propre initiative dans le domaine du commerce, des livres et de la presse. Situation qui entraîna nombre de conflits avec le pouvoir central. Ils avaient le droit de donner les lettres d’octroi indispensables à l’impression et à la vente des livres et ils ne s’en privaient d’ailleurs pas. À tel point que l’empereur dut réglementer ces octrois dans son ordonnance de 1729, comme nous le verrons dans le résumé.
De tous les agents du pouvoir central, les officiers fiscaux sont ceux dont les tâches furent les plus variées. Leurs attributions étaient multiples et parmi celles-ci se trouve la police des livres, souvent délaissée pour cause de surcharge et de mauvais salaire pour cette fonction. Pourtant, étant les véritables agents de terrain, de leur bonne volonté dépendait le bon fonctionnement du commerce des livres. Malgré de nombreuses plaintes dans le but d’obtenir un meilleur salaire, leur situation en matière de censure ne fut jamais modifiée par rapport à la situation énoncée dans l’ordonnance de 1729. Cela ne les incita évidemment pas à faire du zèle pour régler les nombreuses affaires de ce type, pénalisant ainsi les imprimeurs et les vendeurs. Ils étaient chargés de faire appliquer les édits et décrets du gouvernement, de surveiller la circulation des ouvrages dans les imprimeries, les librairies et sur les foires et marchés. Souvent, ils étaient eux-mêmes censeurs et combattaient les abus du pouvoir ecclésiastique.
Les censeurs royaux, choisis parmi les gens d’une culture suffisante sur proposition du président du Conseil provincial, examinaient tout ouvrage imprimé dans le but de s’assurer qu’il ne contenait rien de contraire à la tranquillité du pays. Ces fonctionnaires pourtant à la base du processus de censure étaient peu nombreux et il semble qu’ils n’aient pas été rétribués. Ils se payaient bien souvent en espèce sur les livres confisqués qui allaient garnir leur bibliothèque. Mais l’insuffisance de personnel était un problème autrement handicapant car il retardait considérablement le travail et les ouvrages pouvaient rester plusieurs mois en examen avant d’être rendus ou confisqués. C’était évidemment très préjudiciable au commerce. À côté de ces censeurs royaux existaient aussi les censeurs ecclésiastiques qui étaient nommés par l’évêque diocésain. Leurs compétences étaient très larges sous Charles VI, ne s’occupant pas uniquement d’ouvrages concernant directement la religion, mais elles allèrent en diminuant au fil des ans. Chaque ouvrage porté à l’imprimerie devait être accompagné de l’approbation des deux censeurs au début et à la fin du volume.
Dans les petites localités et en l’absence des officiers fiscaux, la censure était aux mains d’autres fonctionnaires, les officiers principaux des villes. Ces agents auxiliaires pouvaient aussi être engagés par les officiers fiscaux, ils devenaient alors des agents d’information. On retrouve aussi parmi eux les huissiers chargés de la publication des édits et parfois de leur application. Il arrivait que les magistrats communaux revendiquent le droit de s’occuper des affaires liées à la censure, cela entraîna des conflits avec le gouvernement central et le pouvoir ecclésiastique.

## Résumé
L’ordonnance que nous allons étudier a été signée le 25 juin 1729 à Bruxelles et contient 17 articles. C’est l’ordonnance la plus importante du régime autrichien en matière de police des livres, non par son originalité, puisqu’elle ne fait que rappeler les législations antérieures en les modifiant quelque peu, mais parce qu’elle représente le code le plus complet dans ce domaine pour cette période. Si elle est promulguée par l’empereur, l’influence de la gouvernante générale est indéniable et même très clairement exprimée.
En voici les points principaux :
- Tout d’abord l’ordonnance réglemente l’accès à la profession d’imprimeur. Le but est de s’assurer que les hommes pratiquant une activité aussi importante pour le calme du pays soient irréprochables, tant du point de vue de la conduite civile et religieuse que de celui de leurs compétences techniques. Des certificats de bonnes vie et mœurs, ainsi que de « bonne religion » et un diplôme sont entre autres exigés.
- Le deuxième aspect réglementé est la profession de censeur cette fois. On détaille ce qu’on attend de lui (au moins deux visites impromptues aux imprimeurs), sa rétribution, les listes sur lesquelles sera basée la censure, les précautions à prendre concernant le trafic de livres pendant les foires et marchés (un inventaire est exigé) et les marchandises étrangères. Les censeurs ont aussi la charge de surveiller la vente (permission obligatoire), le cas des maisons mortuaires est précisé (inventaire dans le but de recevoir l’approbation indispensable à la vente et destin des livres refusés selon que le propriétaire ait le privilège ou non de conserver des livres de ce genre). L’octroi de ces privilèges y est aussi limité pour s’opposer à certains conseils, principalement celui de Brabant, qui en accordaient de manière trop libérale.
- Enfin un dernier point mérite d’être mentionné : deux exemplaires de chaque œuvre imprimée doivent être envoyés à la bibliothèque royale. Voici peut-être l’origine de la loi actuelle qui impose cette même mesure aux maisons d’édition.

## Situation du livre auXVIIeet au début duXVIIIesiècle
De manière générale, le marché du livre dans nos principautés à cette époque est caractérisé par un marasme général. Le commerce du livre y échappe encore tant bien que mal grâce aux importations étrangères, mais la production littéraire est sérieusement amoindrie comparée à celle du siècle précédent. Le marché du livre avait accompagné au cours du XVIe siècle le régime espagnol dans sa prospérité, il fit de même dans sa décadence. Quant au début du XVIIIe siècle, nous avons déjà vu ce que les combats et les troubles de la première décennie ont eu comme conséquences sur l’économie du pays, il en va évidemment de même pour le commerce du livre.
Bien que les archiducs Albert et Isabelle firent preuve d’une assez large tolérance en matière de censure, leur gouvernement restait profondément catholique et la Contre-Réforme lancée par le Concile de Trente avait été bien intégrée par la population, amenant une profonde et sincère piété. Le mouvement intellectuel dans les Pays-Bas était essentiellement catholique et donc restreint, mais la production littéraire était malgré tout importante. L’apparition de nombreuses congrégations religieuses devant se doter d’une littérature religieuse et la présence particulièrement importante de l’Ordre des Jésuites dans nos régions suscitaient une demande importante chez les imprimeurs. Toute activité intellectuelle passait par la religion, le pouvoir ecclésiastique rejetait les idées humanistes mais adoptait ses conceptions esthétiques. Grâce aux commandes des ecclésiastiques et à la relative tolérance du gouvernement, l’imprimerie fut relativement prospère sous les archiducs.
L’empereur Charles VI, quant à lui, fit ce qu’il put pour redresser l’état de l’imprimerie déplorable après les guerres, mais ce n’est jamais un processus rapide, encore ralenti ici par la concurrence étrangère. D’autre part, le marché fut inondé d’une littérature étrangère clandestine, au contenu douteux de l’avis des censeurs, ce qui amena le gouvernement à durcir la censure.
Au cours de cette période, les deux centres en matière de livre dans les Pays-Bas méridionaux sont Bruxelles et Anvers. Cette dernière pourtant n’a plus rien du foyer intellectuel qu’elle était au siècle précédent. La scission d’avec les Provinces Unies a provoqué l’émigration des élites en quête d’une liberté religieuse qu’elles ne trouvaient plus à Anvers. Au contraire, la ville portuaire se positionne à l’opposé du centre polémique qu’elle était alors et qui faisait sa renommée, et devient un des postes avancés de la foi catholique. La Contre-Réforme y est à son apogée.
Au XVIIe siècle, la stimulante présence de la Cour permet à la capitale de se hisser à la deuxième position des villes du livre. On voit apparaître à Bruxelles en 1650 une association de maîtres imprimeurs reconnue une dizaine d’années plus tard par le Conseil de Brabant, et placée sous sa juridiction immédiate, en tant que corporation jouissant du monopole de l’impression et de la vente des imprimés dans la capitale. Ce fait illustre bien le phénomène de protectionnisme poussé à outrance, caractéristique de cette période, et que l’on retrouve dans les ordonnances de l’époque.

## Législations antérieures
Depuis le XVIe siècle, les ordonnances concernant la censure n’ont que peu évolué. Les peines varient souvent d’une époque à l’autre mais les mesures restent dans leurs grandes lignes identiques. Dès 1529, soit exactement deux siècles avant notre ordonnance, un édit de Charles Quint stipule que pour être imprimé chaque livre devra être soumis à la censure ecclésiastique, devra posséder une lettre d’octroi, et le nom et adresse de son imprimeur. Nous retrouvons les mêmes prescriptions dans l’article 3 de l’ordonnance de 1729. L’édit de 1550 rejoint le contenu de l’article 1 et l’introduction de 1729 : présentation obligatoire d’un certificat de bonnes vie et mœurs, de bonne foi et attestation des compétences techniques du métier d’imprimeur. Ces mesures reviennent au long des siècles, on peut donc en déduire qu’elles sont fondamentales pour la censure.
Quand l’empereur Charles VI arriva à la tête des Pays-Bas, la plupart des législations antérieures étaient à peu près oubliées et la première chose qu’il fit fut de les remettre en vigueur par l’ordonnance de 1727. Voyant que cela ne suffisait pas, il décida de doter nos principautés d’un code complet reprenant les diverses mesures créées depuis le XVIe siècle. Ainsi naquit l’ordonnance du 22 juin 1729 qui sera la référence dans le domaine jusque 1787.

### Synthèses
- Aerts, E., Les institutions du gouvernement central des Pays-Bas habsbourgeois (1482-1795), vol. I, Bruxelles, 1995.
- Coppens, H., Het institutioneel kader van de centrale overheidfinanciën in de spaanse en oostenrijkse Nederlanden tijdens het late Ancien Régime (1680-1788), Bruxelles, 1993.
- Labarre, A., Histoire du livre, Paris, coll. « Que sais-je? », 2001.
- Hasquin, H. (dir.), La Belgique autrichienne 1713-1794, Bruxelles.
- Histoire du livre et de l’imprimerie en Belgique des origines à nos jours, vol. IV, Bruxelles, 1929.
- Machiels, J., Privilège, censure et index dans les Pays-Bas méridionaux jusqu’au début du XVIIIe siècle, Bruxelles, 1997.
- Pirenne, H., Histoire de Belgique, des origines à nos jours, vol. III, Bruxelles, 1950, 99–119 p..
- Poullet, E., Histoire politique nationale, t. 2, Louvain, 1882.
- Puttemans, A., La censure dans les Pays-Bas autrichiens, Bruxelles, 1935.
- Raabe, P., Büchen und Lesefreuden, Stuttgart, 1984.
- Richter, N., La lecture et ses institutions. Prélude : 1700-1830, Le Mans, 1984.
- Vincent, J.B, Essai sur l’histoire de l’imprimerie en Belgique depuis le XVe jusqu’à la fin du XVIIIe siècle, Bruxelles, 1867.
- Voet, L., The Golden Compasses, vol. 2, Amsterdam, 1972, 255–278 p..
- Willocx, F., l’introduction des décrets du Concile de Trente dans les Pays-Bas et dans la principauté de Liège, Louvain, 1929.

### Articles
- Bernhard, F., « Die Mebkataloge des achtzehunten Jahrunderts », Buch und Buchandel, Europa im achtzehnten Jahrhundert, Hambourg,‎ 1977, p. 321-342.
- Darricau, R., « Le livre et la censure : l’édition scientifique de l’Index des livres interdits par le Centre d’Études de la Renaissance de l’Université de Sherbrooke », Revue Française d’Histoire du Livre,‎ 1992, p. 285-300.
- Vercruysse, J., « Censure des livres et objections commerciales, Bruxelles, 1736 », Lias,‎ 1994, p. 249–256.